# ناحیه لاگونس
ناحیه لاگونس (به لاتین: Lagunes District) یک منطقهٔ مسکونی است که در ساحل عاج واقع شده‌است. ناحیه لاگونس ۲۳٬۲۸۰ کیلومتر مربع مساحت و ۱٬۴۷۸٬۰۴۷ نفر جمعیت دارد.